# Antonio Conte (schermer)
Antonio Conte (Minturno 11 december 1867 – Minturno, 4 februari 1953) was een Italiaans schermer.
Conte won tijdens de Olympische Zomerspelen 1900 de gouden medaille in het floret voor leraren.

## Resultaten
- Olympische Zomerspelen 1900 in Parijs  sabel voor leraren